# Erythrolobus
Erythrolobus J.L. Scott, J.B. Baca, F.D. Ott & J.A. West, 2006 é o nome botânico de um gênero de algas vermelhas unicelulares da família Porphyridiaceae.

## Espécies
Apresenta uma única espécie:
- Erythrolobus coxiae J.L. Scott, J.B. Baca, F.D. Ott & J.A. West 2006

= Erythrolobus fottii Yoon, H.S., Muller, K.M., Sheath, R.G., Ott, F.D. & Bhattacharya, D. 2006